# Béatrice Atallah
Béatrice Jeanine Atallah (sinh ngày 17 tháng 8 năm 1959) là một chính trị gia người Malagasy từ nguồn gốc Liban, từng giữ chức Bộ trưởng Bộ Ngoại giao Madagascar từ tháng 1 năm 2015 đến tháng 8 năm 2017.

## Giáo dục và giáo dục sớm
Atallah sinh năm 1959  tại Anosy. Cha bà là một quan chức cấp cao trong chính quyền thuộc địa và do đó bà có hai quốc tịch Madagascar và Pháp. Bà có bằng thạc sĩ về luật tư (1988) và chứng chỉ về Nghiên cứu Ngoại giao từ Trung tâm Nghiên cứu Chiến lược và Ngoại giao (2009).

## Sự nghiệp
Atallah là một thẩm phán, đã dành ba năm cho Tòa phúc thẩm Antananarivo, và tuyên bố là vô chính phủ.
Atallah là thành viên của Hội đồng bầu cử quốc gia từ năm 2002 đến năm 2009, và là cố vấn cho Bộ trưởng Bộ Tài chính lúc đó Hery Rajaonarimampianina từ năm 2009 2015, trước khi được bổ nhiệm làm Chủ tịch Ủy ban bầu cử từ tháng 12 năm 2013 đến tháng 1 năm 2015, quản lý cuộc bầu cử năm 2013 đã được Rajaonarimampianina giành chiến thắng. Có một số cáo buộc về việc giải ngân "bất hợp pháp" của các quỹ hoa hồng được huy động chống lại bà, điều mà bà phủ nhận.
Atallah được bổ nhiệm làm Bộ trưởng Bộ Ngoại giao vào ngày 25 tháng 1 năm 2015 trong chính phủ của Jean Ravelonarivo. Bà được tái bổ nhiệm vào tháng 4 năm 2016 bởi Olivier Mahafaly Solonandrasana. bà là chủ tịch của Ủy ban Ấn Độ Dương.